# Saracenen

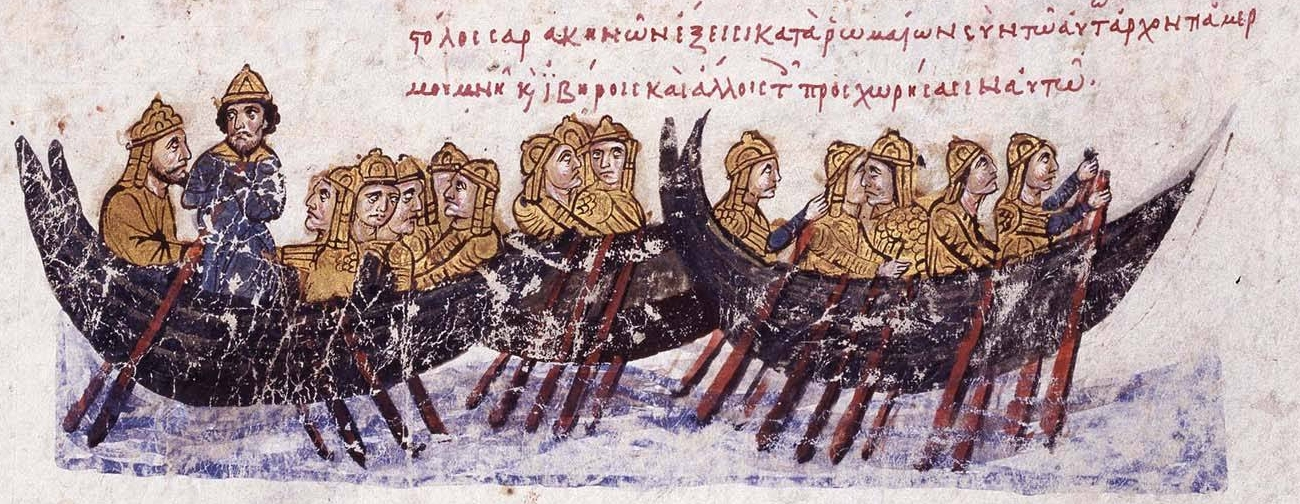
Verovering van Kreta door de Saracenen (miniatuur uit de Skylitzes Matritensis, 12e eeuw)

Saracenen en de term Sarakenoi (Grieks: Σαρακηνοί) werd door klassieke schrijvers in de 1e eeuw gebruikt voor een Noord-Arabisch volk dat zich lange tijd verzette tegen Oost-Romeinse keizers die het gebied waar het volk leefde en werkte met militair geweld wilden koloniseren en onder Romeinse heerschappij brengen. Ook werd er een volk mee aangeduid dat op het Schiereiland van de Sinai woonde, tussen Afrika en Azië. In sommige oude teksten, als die van Hippolytus, refereert de term aan zwaarbewapende ruiters uit Fenicië (Phoenicia), het tegenwoordige Libanon en Syrië. De bevolking zou zich al in een vroeg stadium, de 8e eeuw, tot het islam hebben bekeerd.

## Etymologie

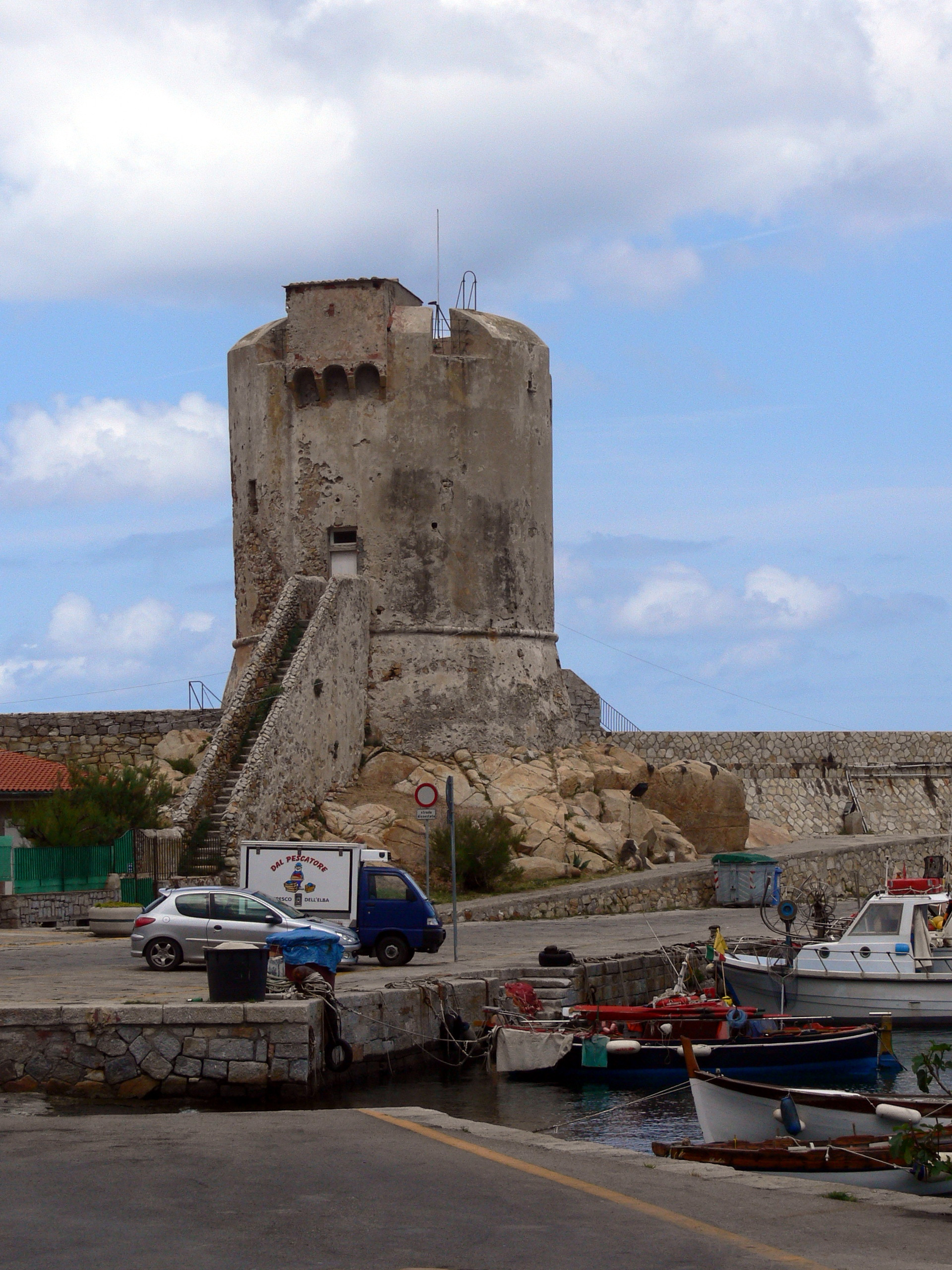
Marciana Marina - Saraceense uitkijkpost, 12e eeuw

In de loop van de middeleeuwen werd de term door de Rooms-Katholieke kerk en Europese machthebbers gebruikt om in het algemeen moslims aan te duiden. Later was het een negatief geladen verzamelbegrip om alle tegenstanders aan te duiden van de militaire expedities die de Rooms-Katholieke kerk organiseerde en financierde om haar macht te verdedigen of uit te breiden. Deze gewelddadige expedities kregen later de benaming 'Kruistochten', de tegenstanders werden als 'moslims', 'moren' of 'saracenen' afgestempeld, of ze nu Berbers, Arabisch, Perzisch, Turks, Macedonisch of Albanees waren. De uit de geschiedenis van de Kruistochten bekende legeraanvoerder Saladin kwam uit een Koerdische stam uit de plaats Tikrit. Het is onzeker of de in de middeleeuwen gebruikte benaming verband houdt met het volk waaraan gerefereerd werd in de klassieke oudheid.
De Saracenen waren in middeleeuwse verhalen beruchte figuren die als piraten en plunderaars werden beschreven. Vele stadswallen rond steden langs de Middellandse Zee werden gebouwd om de inwoners van die steden tegen hun aanvallen te beschermen. De Saracenen hebben in 846 de Oude Sint-Pietersbasiliek geplunderd en grote schade aan het gebouw toegebracht. Het graf van de heilige Petrus werd geschonden en de gouden deuren werden geroofd. Ook Sint-Paulus buiten de Muren werd aangevallen. De term 'Saracenen ' heeft daardoor een negatieve bijklank. De Saracenen speelden een belangrijke rol bij de kruistochten.
Als men in christelijke en katholieke literatuur en geschiedenis van Saracenen spreekt, verwijst men generaliserend veelal naar moslims uit de Levant. Als men van Moren spreekt, verwijst men naar Berbers en Arabieren, ook generaliserend van moslims, uit het noorden van Afrika, het gebied boven de rivier de Niger; de stam-aanvoerders die van daar uit vanaf de 7e eeuw grote delen van het Iberisch Schiereiland kolonialiseerden en de mensen die nadien naar het Iberisch Schiereiland verhuisden. Stammen uit het noorden van Afrika behoren tot de vroegste bevolking van het schiereiland, maar worden dan veelal anders aangeduid. De aanduidingen Saracenen en Moren moeten vanaf een bepaalde periode worden begrepen als begrippen gebruikt in een ideologisch narratief, vooral om tegenstanders aan te duiden. Omgekeerd werd voor tegenstanders het begrip Franken gebruikt, ook als het Engelsen, Spanjaarden of Portugezen waren.